# Xã Orchard, Quận Wayne, Illinois
Xã Orchard (tiếng Anh: Orchard Township) là một xã thuộc quận Wayne, tiểu bang Illinois, Hoa Kỳ. Năm 2010, dân số của xã này là 604 người.